# Clematis alpina
Clematis alpina és una espècie de liana o planta enfiladissa llenyosa de la classe dels magnoliòpsids de la família de les ranunculàcies.

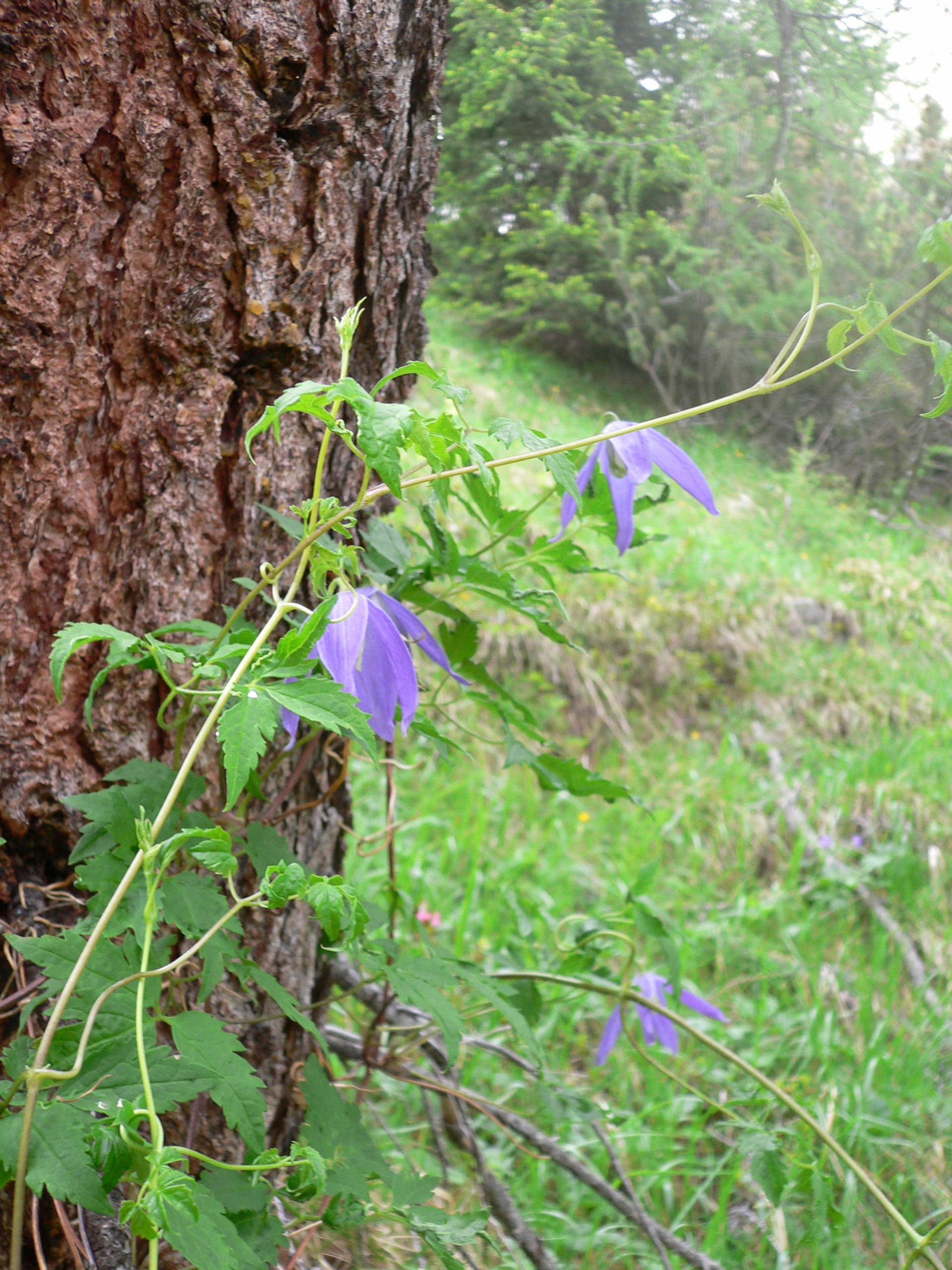
Clematis alpina

És una planta robusta enfiladissa que prové dels Alps i que suporta una temperatura fins a -20°. S'arrapa a gairebé qualsevol substrat: troncs d'arbres, roques, molses… Les flors simples de color blau clar o fosc en forma de campana floreixen a la primavera als rams de l'any anterior.
Creix a una terra calcinosa. Es troba naturalment als Alps de l'est i del sud-oest, als Pirineus, als Apenins, a la serralada dels Balcans i als Carpats.